# Immanuel Bekker
August Immanuel Bekker, född 21 maj 1785 i Berlin, död där 7 juni 1871, var en tysk filolog. Han var far till Ernst Immanuel Bekker.
Bekker utnämndes 1810 till extra ordinarie och 1811 till ordinarie professor i filologi vid Berlins universitet. Under flera år företog han vidsträckta resor i Europa, huvudsakligen för att uppsöka och granska antika handskrifter. Frukterna av hans forskningar föreligger i en mängd omedelbart från handskrifterna hämtade upplagor, såsom Platon, Oratores attici, Aristoteles, Sextus Empiricus, Thukydides, Theognis, Aristofanes, Fotios Bibliotheke, Homeros med flera. Av latinska författare utgav han Tacitus och Livius samt reviderade texten i en mängd antika och bysantinska historieskrivares verk. Pagineringen i hans utgåva av Aristoteles fullständiga verk kom att bli standardformen för citat till Aristoteles verk, den sk Bekker-numreringen.